# Digitatispora lignicola
Digitatispora lignicola är en svampart som beskrevs av E.B.G. Jones 1986. Digitatispora lignicola ingår i släktet Digitatispora och familjen Atheliaceae.   Inga underarter finns listade i Catalogue of Life.